# 眉山湧水群

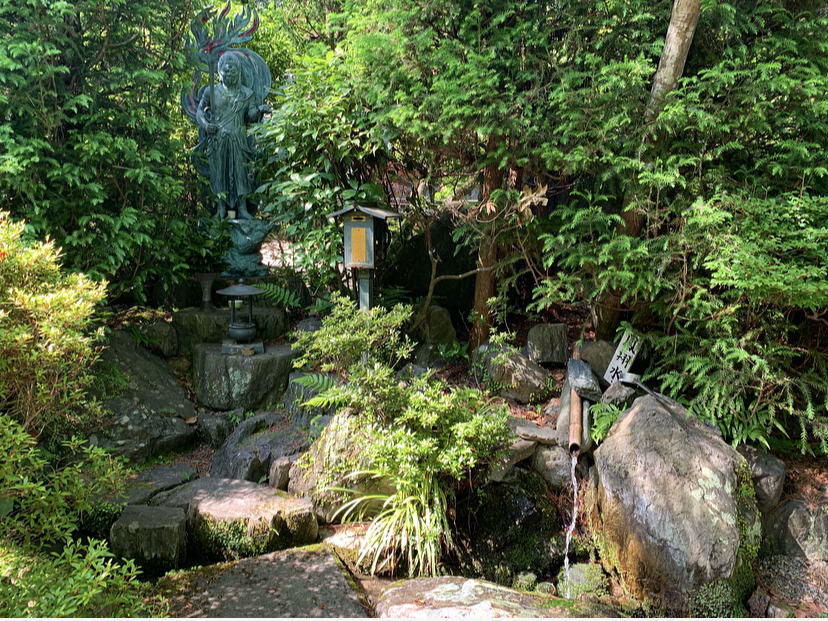
瑞巌寺の鳳翔水

眉山湧水群（びざんゆうすいぐん）は、徳島県徳島市の眉山麓に見られる湧水群のことである。

## 概要
徳島市の眉山北麓の東山手町・寺町・南佐古・加茂名町一帯にある湧き水。
寺町の錦竜水をはじめ、青龍水・雲龍水・春日水・鳳翔水・ 桐の水があり、とくしま水紀行50選ととくしま市民遺産に選定されている。
とくしま水紀行50選、とくしま市民遺産に選定されている。

## 代表的な湧水

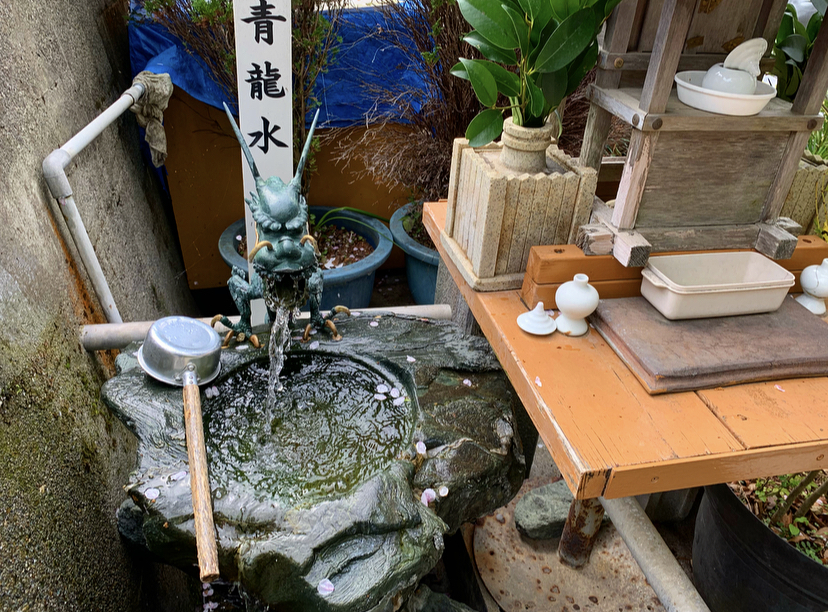
青龍水
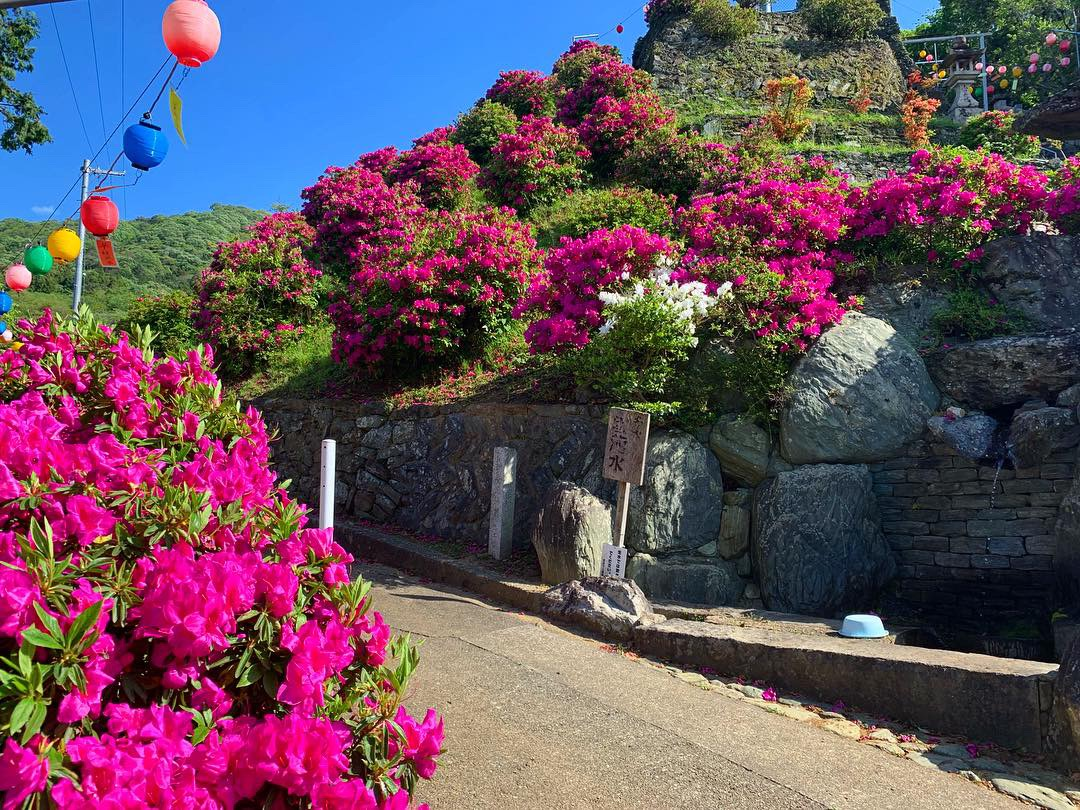
雲龍水
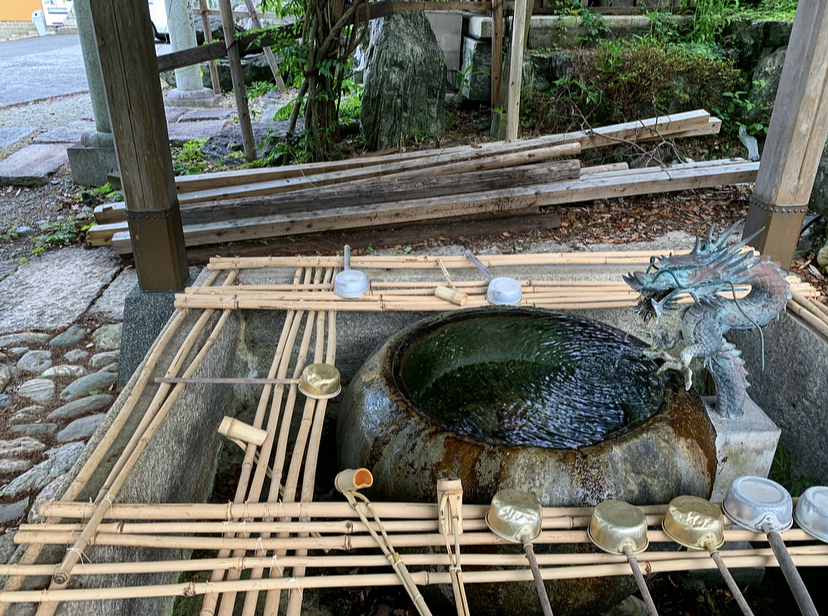
春日水
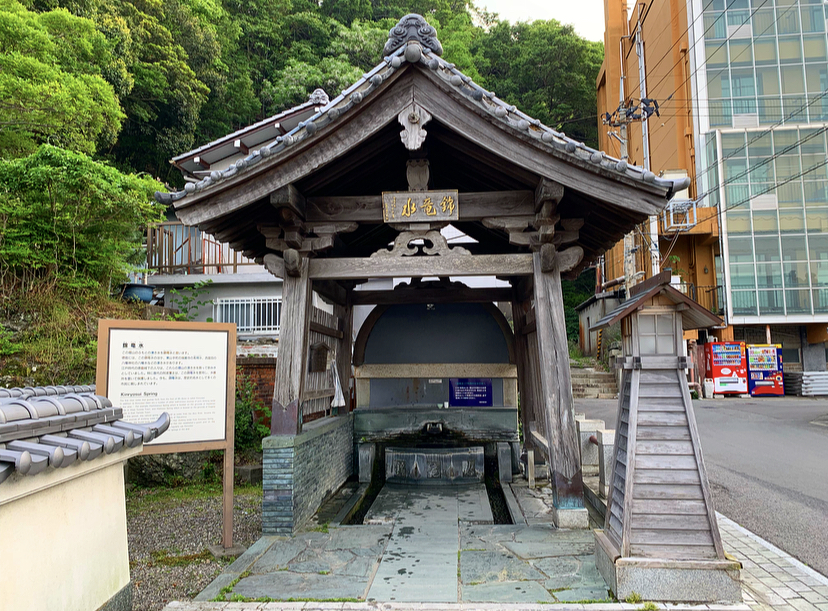
錦竜水
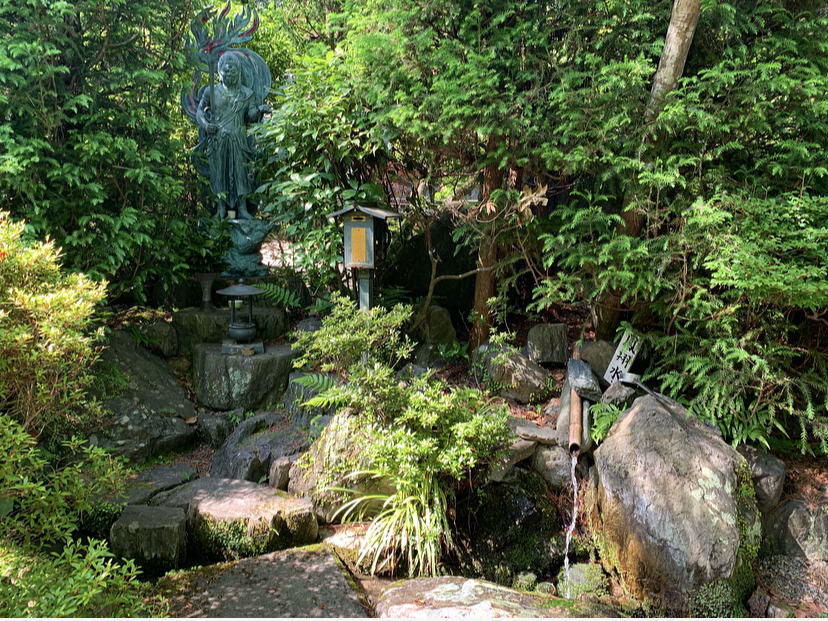
鳳翔水
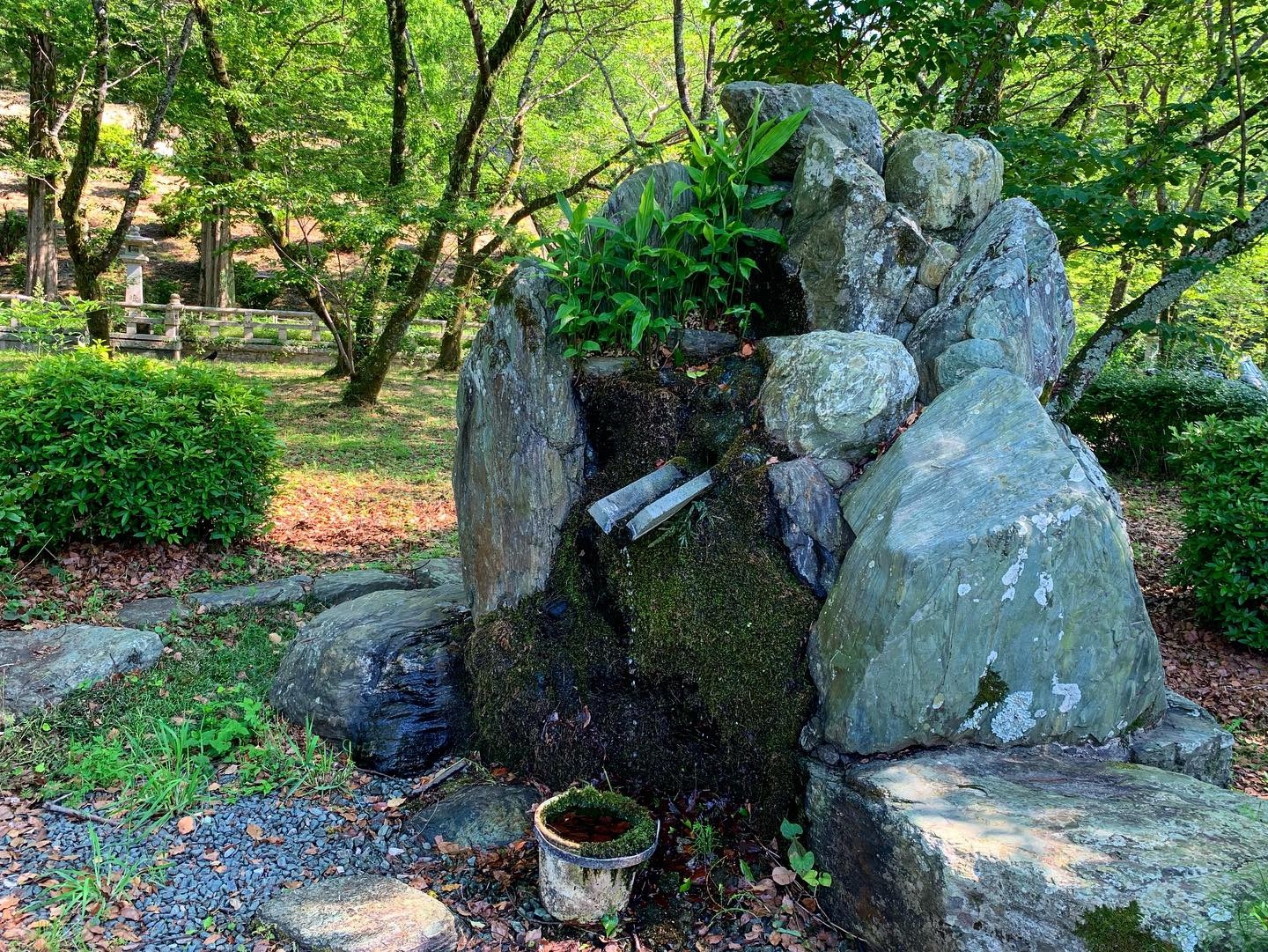
桐の水

青龍水
せいりゅうすい。眉山麓にある椎宮八幡神社の裏に位置する。かつてこの地域で行ったボーリング調査の際に偶然湧き出した。管理は快神社が行っている。水紀行50選1-1番。
所在地：徳島市南佐古七番町
雲龍水
うんりゅうすい。眉山麓にある椎宮八幡神社の境内に位置する。近年では水の量が減っており、水が無い日もある。水紀行50選1-2番。
所在地：徳島市南佐古七番町
春日水
かすがすい。眉山（大滝山）麓にある春日神社の境内に位置する。水紀行50選1-3番。
所在地：徳島市眉山町大滝山1
錦竜水
きんりょうすい。湧水群のなかではもっとも有名であり、銘菓・滝の焼餅や太閤酒造場が製造している酒などに使用されている。水紀行50選1-4番。
所在地：徳島市寺町
鳳翔水
ほうしょうすい。眉山麓にある瑞巌寺の境内に位置する。阿波名水のひとつで茶の湯として利用される。水紀行50選1-5番。
所在地：徳島市東山手町3
桐の水
きりのみず。眉山山内にある西部公園に位置する。かつては南庄町の金連寺に湧き出しており、徳島藩主・蜂須賀候がお茶の水として利用していた名水である。その後、1989年（平成元年）に復活した。桐の水は眉山湧水群の中でも一番の高所から湧出た水である。
所在地：徳島市加茂名町庄山
- 青龍水
- 雲龍水
- 春日水
- 錦竜水
- 鳳翔水
- 桐の水